# Metnitz

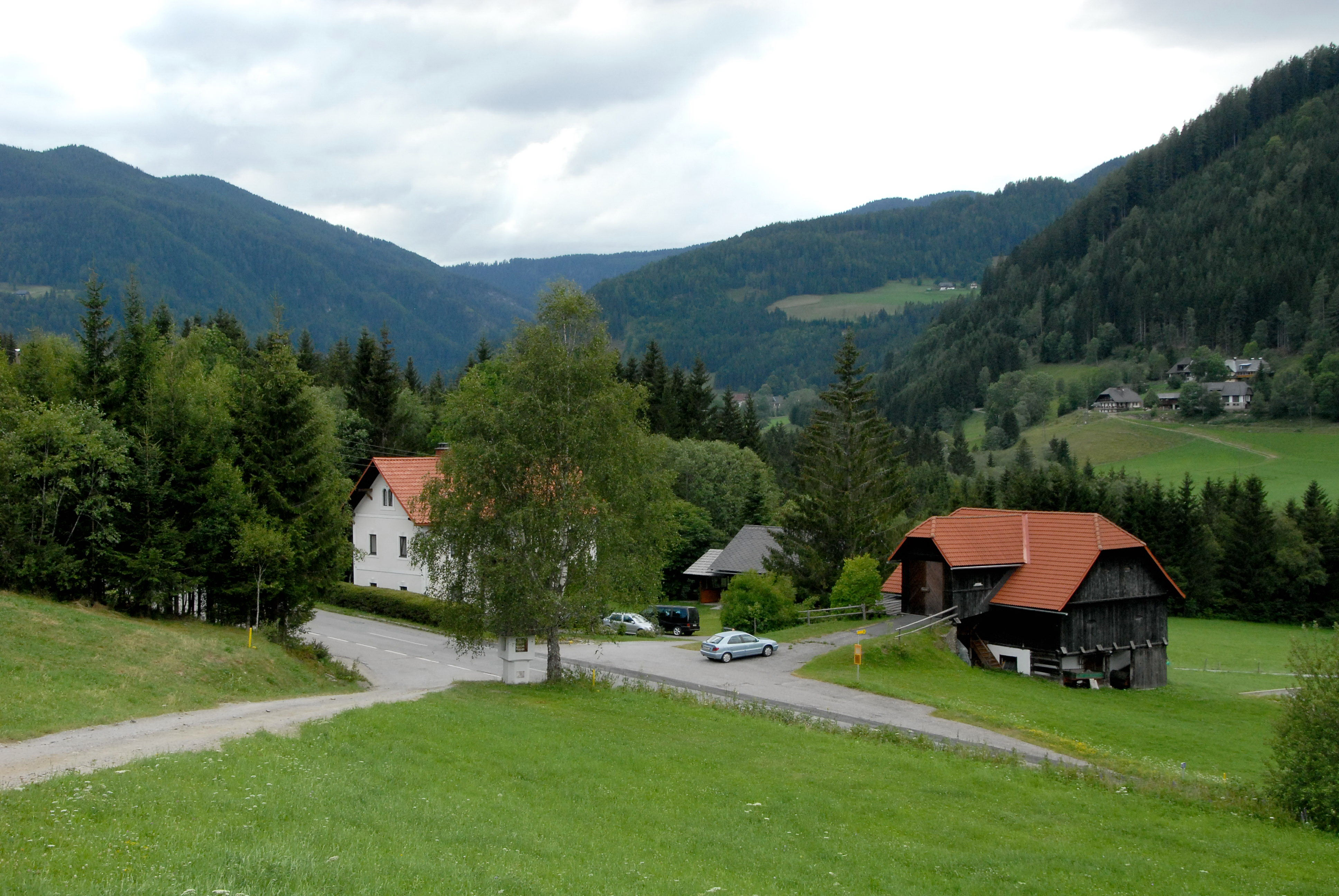
Oberes Metnitztal

Metnitz ist eine österreichische Marktgemeinde mit 1810 Einwohnern (Stand 1. Jänner 2025) im Bezirk St. Veit an der Glan im Bundesland Kärnten.

## Geographie

### Geographische Lage
Die Gemeinde liegt im Norden Kärntens und umfasst den Großteil des Metnitztales und die angrenzenden Berge bis zum Hauptkamm (bei Laßnitz etwas darüber hinausgehend): im Norden die Metnitzer Berge, im Süden der Mödringbergzug. Beide sind Teile der Gurktaler Alpen. Hauptsiedlungsgebiet ist das Metnitztal mit dem gleichnamigen Fluss.
Im äußersten Norden bilden die beiden Quellflüsse des Lassnitzbaches, der Priewaldbach und der Auenbach, die Grenze zwischen Kärnten und der Steiermark.
Die Gemeinde grenzt im Norden an die steirischen Gemeinden Murau, Sankt Georgen am Kreischberg und Stadl-Predlitz. Die Nachbargemeinden in Kärnten sind, von Osten im Uhrzeigersinn, Friesach, Straßburg, Weitensfeld im Gurktal und Glödnitz.

### Gemeindegliederung
Katastralgemeinden der Gemeinde sind Feistritz, Grades, Metnitz Land und Metnitz Markt.
Das Gemeindegebiet besteht aus 22 Ortschaften (in Klammern Einwohnerzahl Stand 1. Jänner 2025):
- Auen (11)
- Feistritz (127)
- Felfernigthal (0)
- Grades (284) samt Niedermarkt
- Klachl (73)
- Laßnitz (64)
- Maria Höfl (11)
- Marienheim (23)
- Metnitz (453)
- Mödring (48)
- Oberalpe (11)
- Oberhof Schattseite (64)
- Oberhof Sonnseite (97)
- Preining (62)
- Schnatten (17)
- Schwarzenbach (53)
- Teichl (160)
- Unteralpe (55)
- Vellach (100)
- Wöbring (58)
- Zanitzberg (17)
- Zwatzhof (22)

Zeitweise wurde auch die Ortschaft Untere Klachl (Streusiedlung in der Katastralgemeinde Metnitz Land; 1961: 3 Häuser, 20 Einwohner) geführt, die mittlerweile aufgelöst wurde.

### Nachbargemeinden
| Stadl-Predlitz (MU) | Sankt Georgen am Kreischberg (MU)           | Murau (MU) |
|                     | Kompassrose, die auf Nachbargemeinden zeigt | Friesach   |
| Glödnitz            | Weitensfeld im Gurktal                      | Straßburg  |

## Geschichte
Das waldreiche Berggebiet wurde vergleichsweise spät besiedelt. Das obere Metnitztal wurde 1072 von Erzbischof Gebhard von Salzburg der Diözese Gurk geschenkt. Die Ortschaft Feistritz wurde im 11. Jahrhundert besiedelt. Zur Verwaltung wurden von Gurk die Ämter Feistritz und Metnitz errichtet. 1346 erhielt Grades das Marktrecht, 1599 Metnitz.
In der ersten Hälfte des 19. Jahrhunderts gehörte das Gebiet der heutigen Gemeinde Metnitz zum Steuerbezirk Grades. Im Zuge der Verwaltungsreformen nach der Revolution 1848/49 wurden 1851 aus den Steuergemeinden Grades und Feistritz die Gemeinde Grades und aus den Steuergemeinden Metnitz Markt und Metnitz Land die Ortsgemeinde Metnitz errichtet.
Da die Bewohner des westlichen Teils der Gemeinde Grades durch den Ort Metnitz reisen mussten, um in ihren eigenen Gemeindehauptort Grades zu gelangen, gab es Anfang des 20. Jahrhunderts Überlegungen, die Gemeindegrenzen zu verändern. So wurde 1911 eine Kommission eingesetzt, die den Vorschlag prüfte, einen kleinen Teil der Gemeinde Metnitz (Teil der Ortschaft Klachl) an die Gemeinde Grades anzuschließen und gleichzeitig den westlichen Teil der Gemeinde Grades (fast die Hälfte der Fläche der damaligen Gemeinde, mit den Ortschaften Oberhof Schattseite, Mödring, Vellach) an die Gemeinde Metnitz abzutreten. Im Zuge dessen wurde auch überlegt, eine dermaßen vergrößerte Gemeinde Metnitz in eine Markt- und eine Landgemeinde aufzuspalten. Diese Vorschläge wurden aber nicht umgesetzt. Schließlich trat die Gemeinde Grades 1915 einen Teil ihres Gemeindegebiets (etwa 1300 ha mit der Ortschaft Zienitzen) an die damalige Nachbargemeinde St. Salvator (heute Teil der Gemeinde Friesach) ab.
1966 kam es zu einem kleinen Gebietstausch zwischen den Gemeinden Grades und Metnitz: die Gemeinde Metnitz erhielt etwa 1 ha Fläche (beim Erholungsbad) und trat etwa 9 ha Fläche (im Bereich nordöstlich von Marienheim) an die Gemeinde Grades ab. 1973 wurden die Gemeinden Metnitz und Grades zur heute bestehenden Gemeinde Metnitz vereinigt. Gleichzeitig trat die Gemeinde Metnitz den Bereich Flattnitz an die damals neu gegründete Großgemeinde Weitensfeld-Flattnitz ab; jenes Gebiet gehört mittlerweile durch die Aufteilung der Gemeinde Weitensfeld-Flattnitz zur Gemeinde Glödnitz.
Das gesamte Gebiet der heutigen Gemeinde Metnitz gehörte ab 1850 zum politischen Bezirk Sankt Veit an der Glan und zum Gerichtsbezirk Friesach. 1854 bis 1868 gehörte das Gebiet zum gemischten Bezirk Friesach. 1868 kam es zum politischen Bezirk Sankt Veit an der Glan, zu dem die Gemeinde bis heute gehört. Was die Gerichtsbarkeit betrifft, kam sie 1868 zum Gerichtsbezirk Friesach; seit dessen Auflösung 1978 gehört sie zum Gerichtsbezirk Sankt Veit an der Glan.

### Staatsbürgerschaft, Religion
Im Jahr 2011 war der Ausländeranteil bei 1,6 % der Wohnbevölkerung, davon kamen etwa 80 % aus EU-Staaten.
Die Gemeinde weist seit Jahrzehnten eine stark negative Wanderungsbilanz aus.

### Bevölkerungsentwicklung
Die folgenden Bevölkerungszahlen beziehen sich auf das heutige Gebiet der Gemeinde Metnitz. Dunkelblau zeigt den darin enthaltene Anteil, der vor 1973 auf die seinerzeitige Gemeinde Metnitz in ihren jeweiligen historischen Grenzen entfiel:

### Zählsprengel
Die Statistik Austria führt für das Gemeindegebiet Metnitz zwei Zählsprengel: Der Zählsprengel Grades umfasst das Gebiet der ehemaligen Gemeinde Grades (2019: 750 Einwohner); der Zählsprengel Metnitz umfasst das Gebiet der ehemaligen Gemeinde Metnitz (vor der Vereinigung mit Grades; 2019: 1226 Einwohner).

## Kultur und Sehenswürdigkeiten
- Pfarrkirche St. Leonhard in Metnitz
- Totenkarner in Metnitz
- Wallfahrtskirche St. Wolfgang ob Grades
- Schloss Grades
- Totentanzmuseum
- Brauchtumsmuseum
- Pfarrkirche hl. Nikolaus in Oberhof Schattseite
- Filialkirche Maria Höfl

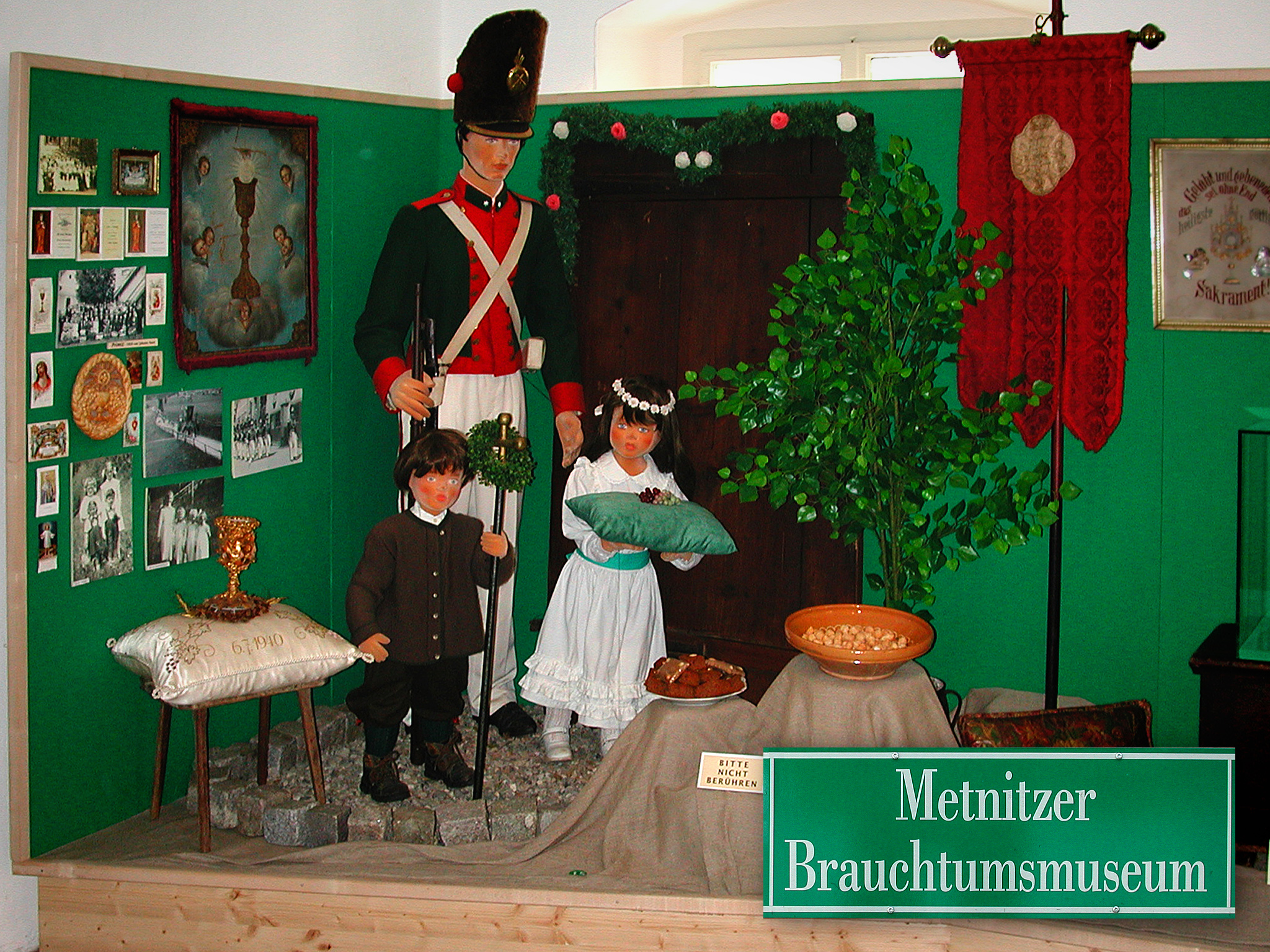
Brauchtumsmuseum Metnitz
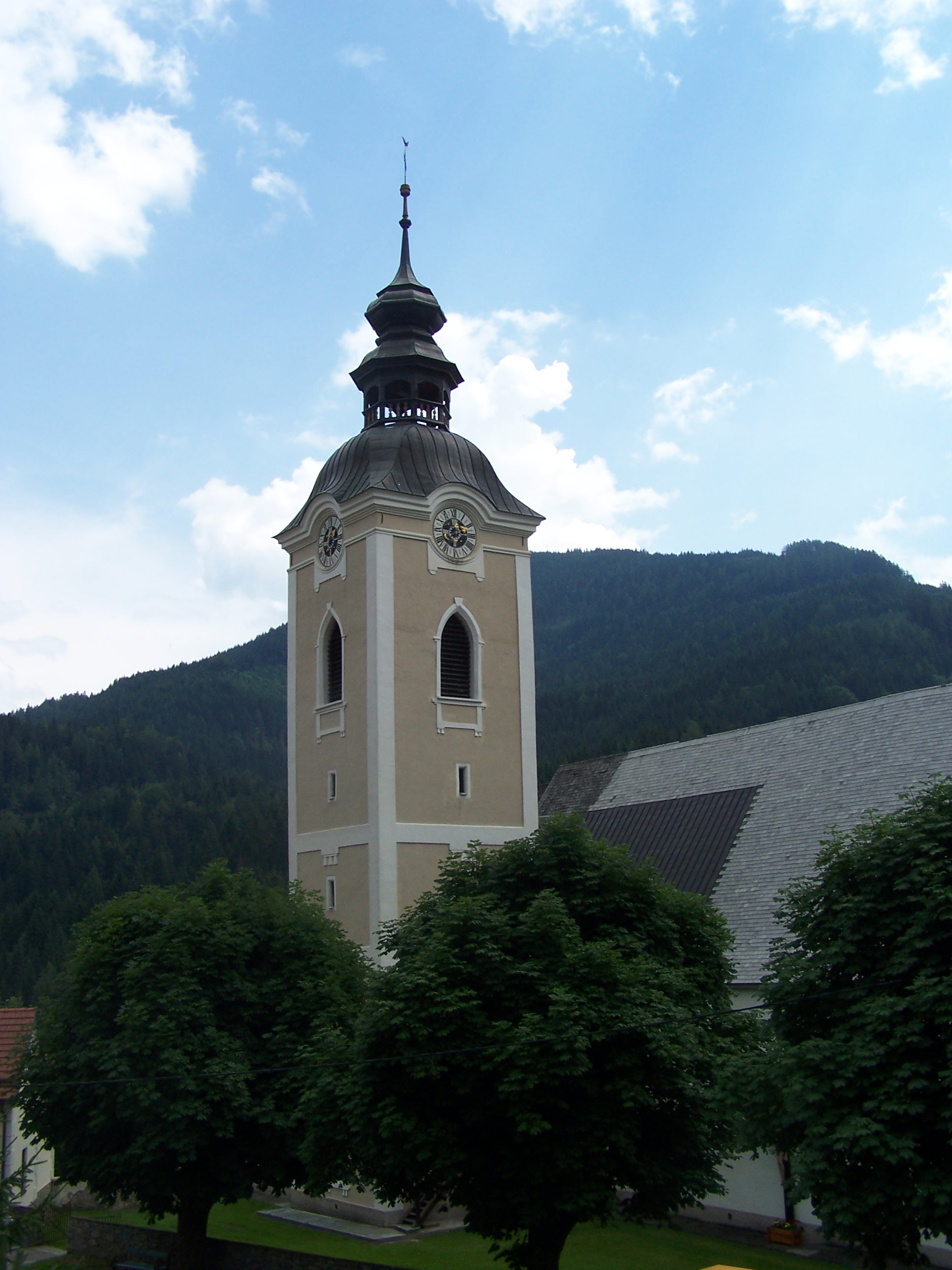
Pfarrkirche Metnitz
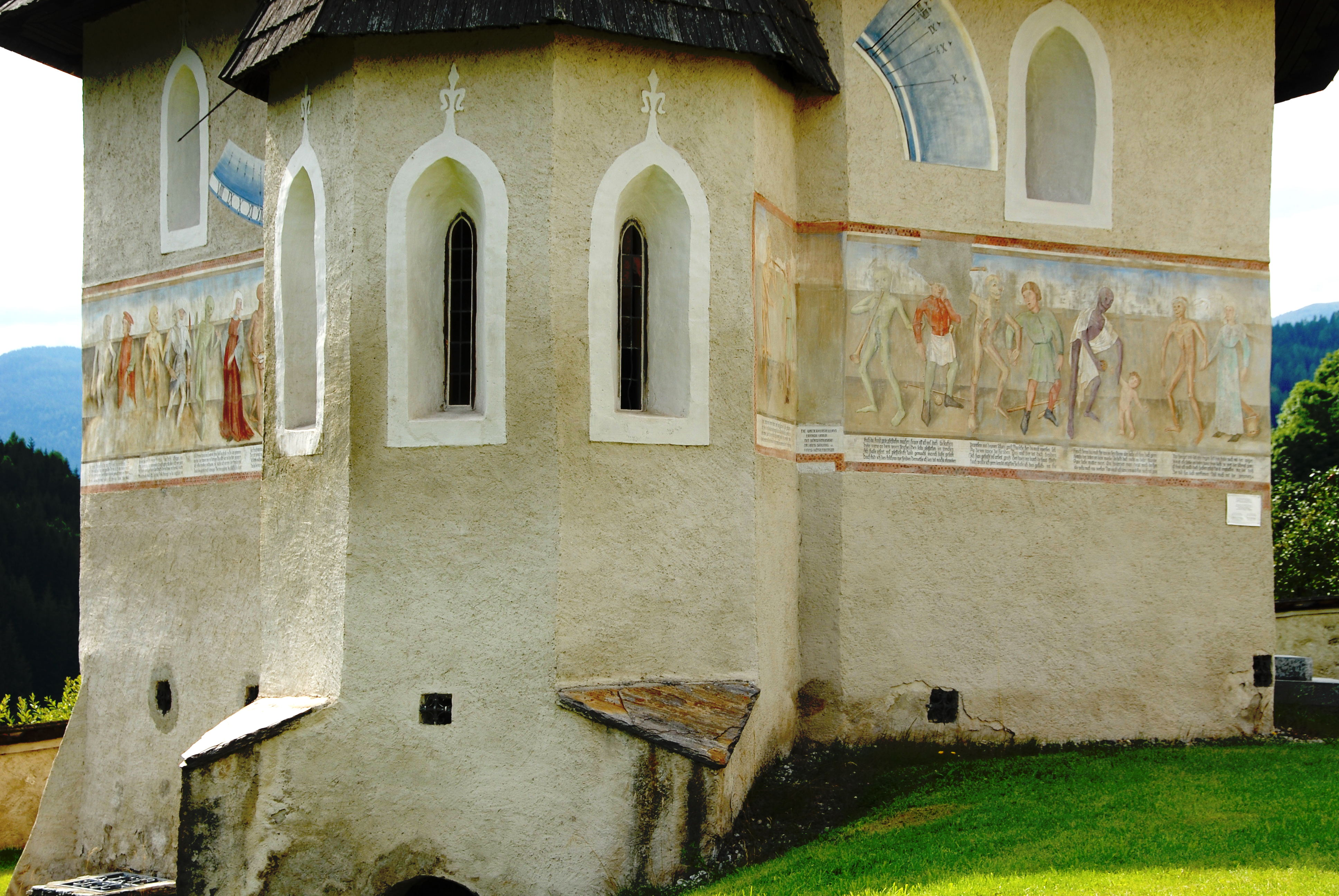
Karner mit Totentanz-Fresken in Metnitz
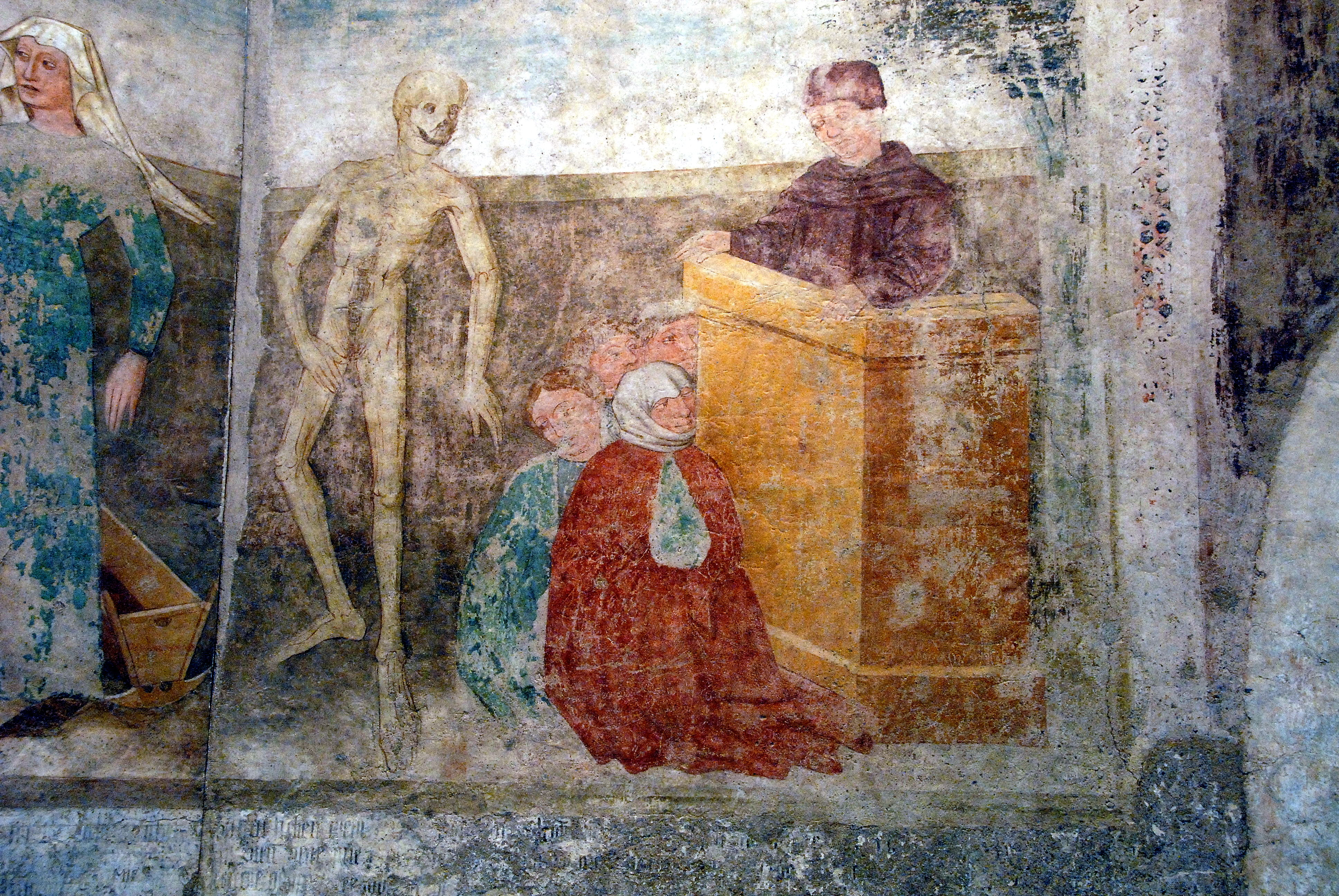
Ausschnitt der original Totentanzfresken im Totentanzmuseum

### Sonstiges
Metnitz besitzt ein Privilegiertes Schützenkorps, eine Bürgerwehr, der Maria Theresia 1744 das Recht, Uniformen zu tragen, verliehen hat.

## Wirtschaft und Infrastruktur
Wirtschaftlich ist die Gemeinde von kleinen Gewerbebetrieben und der Land- und Forstwirtschaft geprägt. 1999 gab es 104 Haupt- und 144 Nebenerwerbsbauern sowie 6 Betriebe juristischer Personen, die zusammen 14.440 ha Land bewirtschafteten. 596 Erwerbstätige waren 2001 Auspendler.

### Verkehr
Verkehrsmäßig wird die Gemeinde von der Landesstraße L62 erschlossen, die von Friesach nach Westen durch das Metnitztal bis Flattnitz führt. Rund 1 km westlich von Metnitz zweigt davon die L62a (Wöbringer Straße) in die Wöbring ab. Diese führt weiter bis Auen, an die kärntnerisch-steirische Grenze. Die L62b (Gradeser Straße) zweigt beim Zwatzhof von der L62 ab, erschließt Grades und mündet am östlichen Ortsrand von Metnitz (Teichlmühle) wieder in die L62. Die L62c (Prekova-Straße) zweigt bei Marienheim von der L62 ab und führt über die Prekova nach Straßburg ins Gurktal. Dazu gibt es im Gemeindegebiet noch die L61 (Laßnitzer Straße) als Kärntner Teilstück der steirischen L502 (Sankt-Lambrechter-Straße). Diese L61 ist nur rund 1,3 km lang (beginnend an der Grenze unterhalb des Gehöftes vlg. Santner, weiter durch das Dorf Kärntnerisch Laßnitz und endend bei der Mitterbrücke zwischen Kärntnerisch und Steirisch Laßnitz).

### Energieverbrauch
Im Zeitraum 2010 bis 2019 verbrauchte die Gemeinde durchschnittlich 52.200 Megawattstunden im Jahr. Die größten Verbraucher waren Wohnen und Mobilität.
<div style="border:solid transparent;position:absolute;width:100px;line-height:0;<div style="border:solid transparent;position:absolute;width:100px;line-height:0;<div style="border:solid transparent;position:absolute;width:100px;line-height:0;<div style="border:solid transparent;position:absolute;width:100px;line-height:0;<div style="border:solid transparent;position:absolute;width:100px;line-height:0;
Energieverbrauch [MWh/a]

## Politik

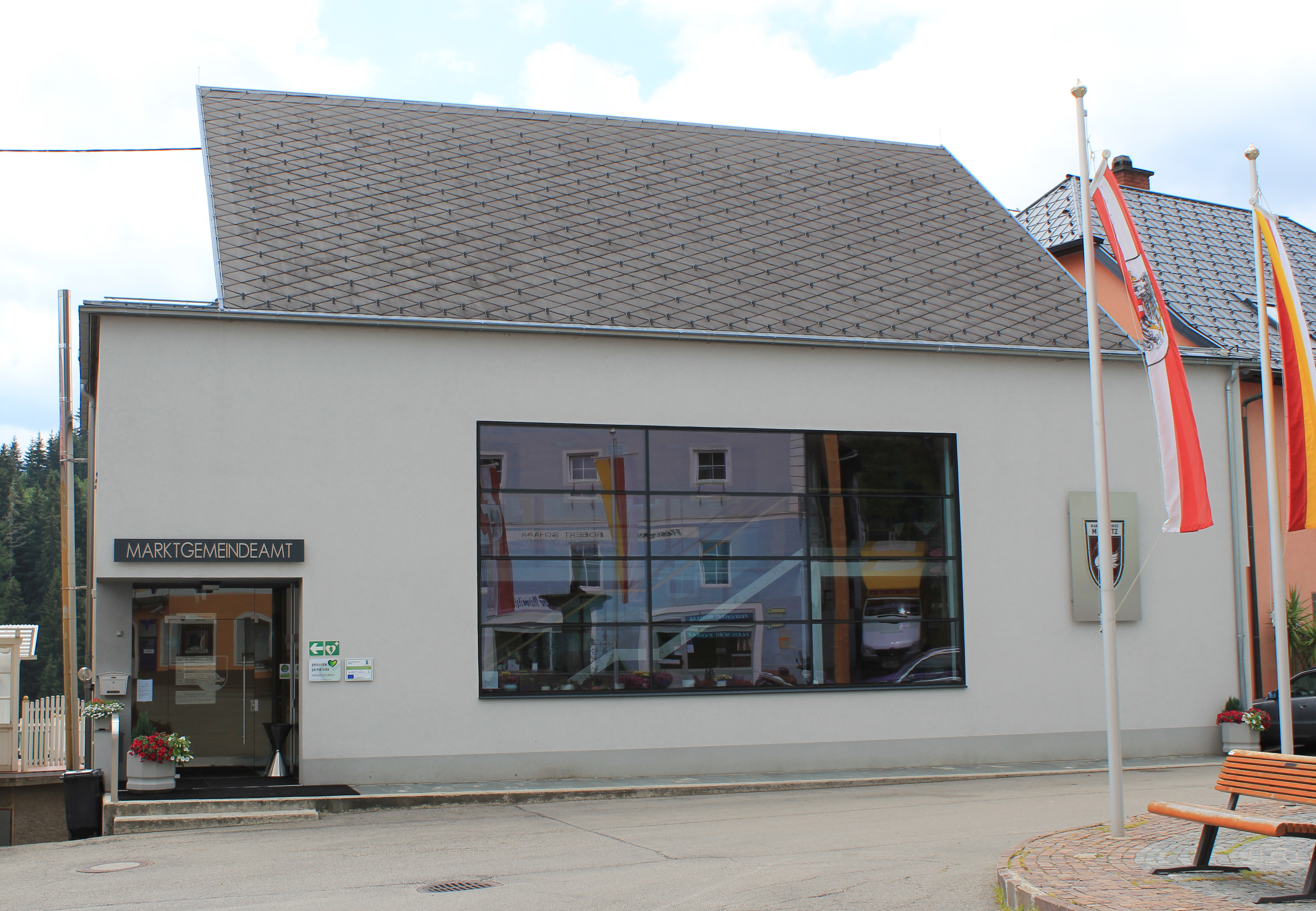
Gemeindeamt

### Gemeinderat
Der Gemeinderat besteht aus 19 Mitgliedern.
- Nach der Gemeinderatswahl 2015 setzte er sich wie folgt zusammen: 8 ÖVP, 6 SPÖ, 3 FPÖ und 2 Metnitzer Heimatliste.[10]
- Nach der Gemeinderatswahl 2021 setzt er sich wie folgt zusammen: 7 ÖVP, 4 SPÖ, 4 MUG (Metnitz Unsere Gemeinde).[11]

### Wappen
Im Wappen von Metnitz ist „in Rot ein silberner Schwan, nach rechts schreitend auf schwarzem, silbern gefassten Felsen“ dargestellt. Es beruht auf einem Marktsiegel aus der Zeit Maria Theresias (Gewerbesteuerliste vom 9. März 1751); für die Deutung dieses Motivs gibt es keine gesicherten Erkenntnisse. Wappenbestätigungs- bzw. Fahnenverleihungsurkunde wurden der Marktgemeinde Metnitz am 23. August 1967 ausgestellt. Die Fahne ist Rot-Weiß-Schwarz mit eingearbeitetem Wappen.

### Städtepartnerschaft
Haiterbach, Deutschland

## Persönlichkeiten

### Söhne und Töchter der Gemeinde
- Kajetan Nagele (1800–1882), Gutsbesitzer, Abgeordneter des Reichstages 1848–1849[13]
- Josef Kadras (1893–1970), Generalvikar der Diözese Gurk und Dompropst
- Maria Stromberger (1898–1957), Widerstandskämpferin in der Zeit des Nationalsozialismus
- Ingo Mörth (* 1949), Soziologe

### Mit der Gemeinde verbundene Persönlichkeiten
- Klaus Hubert Auer (* 1962), Politiker (ÖVP) und Förster